# Валчеле (Ковасна)
Валчеле (рум. Vâlcele) насеље је у Румунији у округу Ковасна у општини Валчеле. Oпштина се налази на надморској висини од 640 m.

## Историја
Валчеле је била стара термална бања где је боравио Милош Обреновић 1841. године. Купио је то место познато по минералним изворима. Милош је дао и 1000 дуката за изградњу парохијске куће и православне цркве у том месту. У насељу се налази православна црква посвећена Св. Теодору Стратилату. Богомољу је подигао 1843-1846. године српски кнез Милош Обреновић. Сликар Хенрик Тренк је насликао лик ктитора кнеза Милоша на предњој страни црквеног хора (балкона).

## Становништво
Према подацима из 2002. године у насељу је живело 3698 становника.

### Попис2002.
| Расподела становништва по националности 2002.‍ | Расподела становништва по националности 2002.‍ | Расподела становништва по националности 2002.‍ | Расподела становништва по националности 2002.‍ | Расподела становништва по националности 2002.‍ |
| --------------------------------------------- | --------------------------------------------- | --------------------------------------------- | --------------------------------------------- | --------------------------------------------- |
|                                               |                                               |                                               |                                               |                                               |
| Румуни                                        | Румуни                                        |                                               | 1.357                                         | 36,7%                                         |
| Мађари                                        | Мађари                                        |                                               | 552                                           | 14,9%                                         |
| Роми                                          | Роми                                          |                                               | 1.778                                         | 48,1%                                         |
| Немци                                         | Немци                                         |                                               | 8                                             | 0,2%                                          |

### Хронологија
| Година       | 1992 | 1993 | 1994 | 1995 | 1996 | 1997 | 1998 | 1999 | 2000 | 2001 | 2002 | 2003 | 2004 | 2005 | 2006 | 2007 | 2008 | 2009 | 2010 | 2011 | 2012 | 2013 | 2014 | 2015 | 2016 | 2017 |
| ------------ | ---- | ---- | ---- | ---- | ---- | ---- | ---- | ---- | ---- | ---- | ---- | ---- | ---- | ---- | ---- | ---- | ---- | ---- | ---- | ---- | ---- | ---- | ---- | ---- | ---- | ---- |
| Становништво | 3390 | 3411 | 3435 | 3466 | 3510 | 3555 | 3616 | 3661 | 3729 | 3767 | 3895 | 3970 | 4038 | 4101 | 4195 | 4227 | 4342 | 4430 | 4502 | 4561 | 4657 | 4803 | 4894 | 4985 | 5097 | 5225 |